# Johannes Schelhas
Johannes Schelhas (* 21. Dezember 1961 in Bernburg) ist ein deutscher römisch-katholischer Theologe.

## Leben
Er studierte von 1984 bis 1988 Philosophie und der Theologie am Philosophisch-Theologischen Studium im Priesterseminar Erfurt und absolvierte von 1989 bis 1990 die Ausbildung im Bischöflichen Priesterseminar Huysburg und Praktika in Halle (Saale) und Magdeburg. Nach der Priesterweihe am 23. Juni 1990 in Magdeburg war er von 1990 bis 1993 Vikar an der Herz-Jesu-Kirche in Sangerhausen. Ein Aufbaustudium am Lehrstuhl für Dogmatik und Liturgiewissenschaft absolvierte er von 1993 bis 2000 bei Michael Schneider SJ an der PTH Sankt Georgen. Nach der Promotion 2000 an der Philosophisch-Theologischen Hochschule St. Georgen, Frankfurt am Main mit einer Arbeit zum Thema „Schöpfung und Neuschöpfung im theologischen Werk Pavel A. Florenskijs (1882–1937)“ lehrte er von 2000 bis 2003 als Dozent für Dogmatik, Fundamentaltheologie und Ökumenische Theologie im Seminar für Gemeindepastoral in Magdeburg. Seit 2003 verantwortet er die theologische Ausbildung der Ständigen Diakone im Bistum Magdeburg. Von 2003 bis 2004 machte er eine hochschuldidaktische Weiterbildung in der Lehre der katholischen Theologie. Von 2004 bis 2011 absolvierte er ein Habilitationsstudium an der Katholisch-Theologischen Fakultät der Universität Bonn zum Thema „Christozentrische Schriftauslegung bei Hans Urs von Balthasar und Karl Barth“. Von 2009 bis 2010 hatte er einen Lehrauftrag am Institut für Katholische Theologie der Universität Koblenz-Landau, Campus Koblenz (Lehrstuhl für Dogmatik und Fundamentaltheologie), 2012 einen Lehrauftrag an der Katholisch-Theologischen Fakultät der Universität Bonn (Lehrstuhl für Dogmatik und Theologische Propädeutik) und 2013 einen Lehrauftrag an der Universität Halle-Wittenberg, Institut für Katholische Theologie und ihre Didaktik in Halle (Lehrstuhl für Systematische Theologie/Dogmatik). Eine hochschuldidaktische Weiterbildung machte er 2012 an der Katholisch-Theologischen Fakultät der Universität Bonn. Den Lehrstuhl für Dogmatik und Dogmengeschichte übernahm er 2013 als Lehrbeauftragter und Verwalter an der Theologischen Fakultät Trier, wo er 2014 zum ordentlichen Professor für Dogmatik und Dogmengeschichte berufen wurde. Seit 2020 ist er ordentlicher Professor für Dogmatik an der Rheinischen Friedrich-Wilhelms-Universität Bonn.
Seine Forschungsschwerpunkte sind Theologie des 20. Jahrhunderts und Zweites Vatikanisches Konzil; Sakramente; Ämter der Kirche; christliches Offenbarungs- und Schriftverständnis; ökumenische Theologie – orthodoxe und reformatorische Glaubensauslegungen; philosophische Implikationen dogmatischer Theologie und Glaube und Zweifel.

## Schriften (Auswahl)
- Schöpfung und Neuschöpfung im theologischen Werk Pavel A. Florenskijs (1882–1937) (= Forum orthodoxe Theologie. Band 3). Lit, Münster/Hamburg/London 2003, ISBN 3-8258-6358-1 (zugleich Dissertation, PTH Sankt Georgen 2000; Vorschau in der Google-Buchsuche).
- Christozentrische Schriftauslegung. Hans Urs von Balthasar und Karl Barth im Vergleich. Herder, Freiburg im Breisgau/Basel/Wien 2012, ISBN 978-3-451-32569-4 (zugleich Habilitationsschrift, Bonn 2011).
- Das Zweite Vatikanische Konzil. Geschichte, Themen, Ertrag. Pustet, Regensburg 2014, ISBN 978-3-7917-2622-9.
- mit Hans-Georg Gradl, Mirijam Schaeidt und Werner Schüßler: Glaube und Zweifel. Das Dilemma des Menschseins. Echter, Würzburg 2016, ISBN 978-3-429-03969-1.